# Helena Fromm
Helena Fromm (n. 5 august 1987, Arnsberg, Republica Federală Germania, Germania) este o sportivă germană, medaliată olimpică. A participat la 2 ediții ale Jocurilor Olimpice (2008, 2012) în care a câștigat o medalie de bronz.